# Attentato a Cristina Fernández de Kirchner
L'attentato a Cristina Fernández de Kirchner è avvenuto giovedì 1° settembre 2022 alle 20:52, nel quartiere di Recoleta a Buenos Aires in Argentina. L'aggressore era Fernando André Sabag Montiel, che ha puntato una pistola Bersa calibro 7,65 mm con munizioni vere nel caricatore contro la vicepresidente dell'Argentina. Il soggetto ha premuto il grilletto due volte davanti alla vicepresidente, ma i colpi non sono partiti. L'aggressore è stato immediatamente bloccato da un gruppo di militanti peronisti e poi arrestato da membri della Policia Federal. Montiel era legato al gruppo di estrema destra Revolución Federal, oltre a Montiel, furono coinvolti nel caso, arrestati e processati l'ex compagna, Brenda Uliarte, e uno dei suoi leader, Gabriel Carrizo, i tre, erano noti come la "Banda de los Copitos". Nel luglio 2024 è iniziato il processo per l'attacco, che si è concentrato unicamente sull'autore materiale e sui due collaboratori di Revolución Federal già menzionati; il processo trascurò le indagini e gli indizi relativi alla possibile "mente" del tentato omicidio.

## Fatti
Il 1° settembre 2022, alle ore 20:49 ( UTC-3 ), Cristina Fernández de Kirchner è arrivata a casa dopo aver presieduto una sessione al Senato della Nazione. Fernández stava salutando i suoi seguaci e firmando copie del suo libro Sinceramente, quando, alle ore 20:52, Fernando André Sabag Montiel ha puntato una pistola calibro 7,65 mm marca Bersa alla testa della presidente. Montiel ha premuto il grilletto due volte, ma nessuna delle cinque cartucce utili disposte nel caricatore riuscirono a esplodere. Il numero di serie dell'arma era danneggiato. Secondo quanto dichiarato in tribunale, la vicepresidente non si è accorta dell'attacco fino al suo ritorno a casa. Durante gli eventi e in seguito, i sostenitori della vicepresidente hanno continuato nel luogo dell'attacco a cantare canzoni in suo sostegno.

### L'aggressore
Fernando André Sabag Montiel, alias "Tedi", trentacinquenne al momento dell'attacco, è la persona che ha cercato di sparare a Cristina Fernández. Nato in Brasile, figlio di padre cileno e madre argentina, vive in Argentina dal 1993. Ha precedenti penali per porto d'armi con coltello per un incidente occorso nel 2021 e ha un indirizzo dichiarato nel quartiere di Villa del Parque, ma vive nel quartiere di San Martín a Buenos Aires. Nelle fotografie dell'aggressore diffuse dai media, si può vedere sul gomito un tatuaggio del sole nero, un simbolo neonazista che viene spesso utilizzato per sostituire la famosa svastica, in modo tale da poter passare inosservati.
L'aggressore era precedentemente apparso due volte in diretta sul canale televisivo Crónica TV, dove gli fu chiesto della situazione economica e politica del Paese, nel rispondere attaccò il governo nazionale, pronunciando diversi insulti in televisione e una volta scrivendo sui suoi social network "Né Milei né Cristina". Appassionato di musica death metal, gli piaceva avvicinarsi a famosi artisti, tra cui Taylor Hawkins dei Foo Fighters. Nel marzo 2022, ha pubblicato un video sui social media in cui cercava di scattare una foto con Hawkins, una settimana prima della sua morte, dove diceva: "... Mi sento come le parche, è molto difficile incontrare qualcuno prima della sua morte".

## Conseguenze

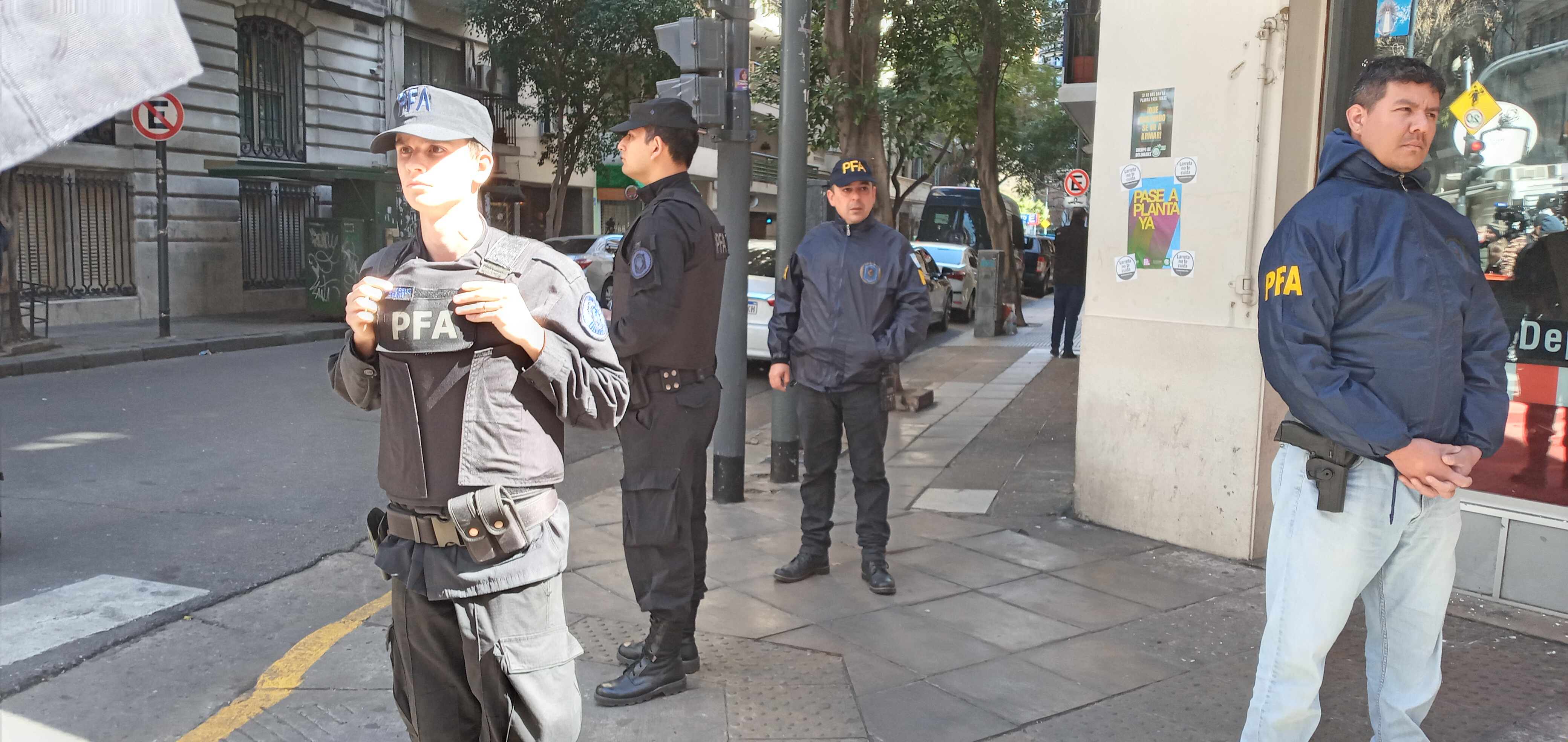
Agenti della Policía Federal mentre sorvegliano fuori dalla casa di Cristina Fernández de Kirchner il giorno dopo il tentato assassinio

Il presidente Alberto Fernández ha annunciato che l'indagine sarà guidata dal giudice federale María Eugenia Capuchetti e che il caso sarà perseguito da Carlos Rívolo. Il sospettato sarà difeso dall'accusa di tentato omicidio dal difensore d'ufficio Juan Manuel Hermida. Un'irruzione nella casa in affitto del sospettato nel quartiere di Villa Zagala ha portato al ritrovamento di circa 100 proiettili. Il Senato argentino ha istituito una commissione per indagare sull'attacco.
In una cadena nacional poche ore dopo l'incidente, il presidente Fernández ha affermato: "Questo è l'evento più grave da quando abbiamo recuperato la nostra democrazia". Ha dichiarato il giorno seguente festa nazionale, che è stata ignorata dalle province di Jujuy e Mendoza governate dall'opposizione. Il governo ha invitato i suoi cittadini a radunarsi in Plaza de Mayo il 2 settembre a sostegno di Fernández de Kirchner, provocando enormi folle di dimostranti in tutta Buenos Aires e in altre città. Tra gli slogan utilizzati c'erano "Basta odio" e "Se toccano Cristina, che caos faremo".
Diverse nazioni straniere e ministri di governo, tra cui l’ex presidente Mauricio Macri, hanno condannato il tentato assassinio. Il 3 settembre la Camera dei deputati ha approvato all’unanimità un progetto di risoluzione bipartisan che ripudiava il tentato assassinio. Il partito Proposta Repubblicana (PRO), solitamente oppositore di Fernández de Kirchner, ha votato a favore della risoluzione ma ha abbandonato l’aula poco dopo. Il leader del PRO Cristian Ritondo ha citato la politicizzazione degli eventi come ragione dell'abbandono.
Sono state sollevate teorie del complotto secondo cui il tentato assassinio sarebbe stato una messa in scena. La deputata provinciale di Santa Fe, Amalia Granata, ha descritto il fatto come una "pantomima". Un'opinione simile è apparsa anche in un articolo di un giornalista spagnolo pubblicato da Libertad Digital. Il politologo Pedro Núñez dell'Istituto Latinoamericano di Ricerche Sociali ha affermato in una dichiarazione alla Deutsche Welle: "La giustizia deve ovviamente agire rapidamente, poiché il peggio che potrebbe accadere è che questo si diluisca nel tempo e appaiano sempre più teorie del complotto su quanto accaduto".
Nicolás Maduro, presidente del Venezuela, ha proposto che l'Argentina abbia una legge contro i discorsi d'odio simile a quella venezuelana. Alcuni politici kirchneristi, come Victoria Donda, hanno attribuito l'attacco al percepito discorso d'odio da parte dei media, dell'opposizione e della magistratura. Il sindaco Horacio Rodríguez Larreta ha respinto la proposta di una nuova legge come un tentativo di imporre limiti alla libertà di stampa. Durante un’intervista con il giornalista di Perfil Sam Forster, anche la direttrice di Amnesty International per l’Argentina Mariela Belski ha espresso preoccupazione riguardo all'attuazione di una tale legge: "Dobbiamo sottolineare che di fronte a questa nuova e crescente attenzione a questo tema in Argentina, c'è il rischio che l'ampiezza della questione possa portare a uno svuotamento del suo contenuto. È essenziale dare un senso a ciò che intendiamo per discorso d'odio sulla base degli standard internazionali sui diritti umani al fine di definire in quali casi eccezionali vi sia un limite ragionevole alla libertà di espressione."
La portavoce della Casa Rosada, Gabriela Cerruti, ha sottolineato che il governo non sta lavorando ad alcun progetto di legge sull'argomento.